# Йоахим Фридрих (Бранденбург)
Йоахим Фридрих (на немски: Joachim Friedrich von Brandenburg, * 27 януари 1546 в Кьолн, † 18 юли 1608 в Кьопеник) от фамилията Хоенцолерн е курфюрст на Бранденбург от 1598 до 1608 г. и администратор на херцогство Прусия от 1603 година.
Той е най-възрастният син и наследник на курфюрст Йохан Георг (1525-1598) и първата му съпруга София от Лигница (1525-1546).
От 1566 г. Йоахим Фридрих е администратор на манастир Магдебург. На 52 години той поема курфюрството. През 1603 г. той получава подарък херцогство Йегерндорф (дн. Крнов).
Йоахим Фридрих умира от мозъчен удар по пътя от Сторков за Берлин.

## Фамилия
Йоахим Фридрих се жени за:
Първи брак: през 1570 г. за Катарина фон Бранденбург-Кюстрин (1549–1602), дъщеря на маркграф Йохан фон Бранденбург-Кюстрин
- Йохан Зигизмунд (1572–1619), курфюрст на Бранденбург

∞ 1594 принцеса Анна фон Прусия (1576–1625)
- Анна Катарина (1575–1612)

∞ 1597 Кристиан IV, крал на Дания и Норвегия (1577–1648)
- дъщеря (*/† 1576)
- Йохан Георг (1577–1624), херцог на Йегерндорф

∞ 1610 принцеса Ева Христина фон Вюртемберг (1590–1657)
- Август Фридрих (1580–1601)
- Алберт Фридрих (1582–1600)
- Йоахим (1583–1600)
- Ернст (1583–1613)
- Барбара София (1584–1636)

∞ 1609 херцог Йохан Фридрих фон Вюртемберг (1582–1628)
- дъщеря (*/† 1585/86)
- Христиан Влхелм (1587–1665), архиепископ и администратор на Магдебург

∞ 1. 1615 принцеса Доротея фон Брауншвайг-Волфенбютел (1596–1643)
∞ 2. 1650 графиня Барбара Евсебия фон Мартиниц († 1656)
∞ 3. 1657 графиня Максимилиана фон Салм-Нойбург (1608–1663)
Втори брак – 1603 г. за принцеса Елеонора от Прусия (1583–1607), дъщеря на херцог Албрехт Фридрих.
- Мария Елеонора (1607–1675)

∞ 1631 пфалцграф Лудвиг Филип фон Зимерн (1602–1655)